# سرطانة الغدة الدرقية الحرشفية الخلية
 سرطانة الغدة الدرقية الحرشفية الخلية (بالإنجليزية: Squamous-cell thyroid carcinoma)‏ هو ورم خبيث نادر يصيب الغدة الدرقية، يتكون من خلايا ورمية ذات تمايز حرشفي مميز. يمثل هذا النوع من السرطان أقل من 1٪ من الأورام الخبيثة في الغدة الدرقية.يعتبر سرطان الخلايا الحرشفية في الغدة الدرقية ورم نادر وعدواني وقاتل للغاية. غالباً ما يترافق مع سرطان الغدة الدرقية الحليمي و الكشمي، وحدوثه بشكل منفرد من غير وجود أورام أخرى، يعتبر نادر للغاية.

## الفيزيولوجيا المرضية
لم يتم العثور على الخلايا الطلائية الحرشفية في الغدة الدرقية العادية، وبالتالي فإن أصل وسبب هذا السرطان لا يزال غير واضح. هناك ثلاث نظريات لشرح الفيزيولوجيا المرضية. أولاً، قد يكون مشتقًا من البقايا الجنينية مثل القناة الدرقية اللسانية.ثانيًا، تقترح نظرية التحول النسيجي أن هذه الخلايا موجودة بسبب المحفزات البيئية (الالتهاب والتهاب الغدة الدرقية لهاشيموتو). ثالثًا، تشير نظرية انعكاس التمايز إلى أن سرطانات الغدة الدرقية الحليمية والجريبية والنخاعية والكشمية تخضع لعملية انعكاس التمايز  [الإنجليزية] وتفقد الخصائص المتخصصة وتتحول إلى السرطان الحرشفي الخلايا. 

## التشخيص
هذا الورم خبيث وعدواني بيولوجيًا ويرتبط بالنمو السريع لكتلة العنق يليه أعراض انضغاطية وتسلل (ارتشاح) إلى الهياكل المجاورة للغدة الدرقية. عادة ما يظهر المرضى بعض أعراض عسر البلع، وضيق التنفس، وتغيرات الصوت كوجود بحة في الصوت، وكذلك الألم الموضعي في الرقبة. عادة ما يؤثر على المرضى الأكبر سنًا بين العقدين الخامس والسادس وربما يرتبط بتضخم الغدة الدرقية. يعتبر حدوث الانبثاث شائع في هذا النوع من السرطان الخبيث، خاصة في العقد الليمفاوية العنقية (35٪) ولكن قد تحدث أيضًا في الرئتين والعظام والكبد والكلى والقلب.

### FNAC
يجب إجراء خزعة بالإبرة بالموجات فوق الصوتية للتحقق من سرطانة الغدة الدرقية الحرشفية الخلية.

### فحص الأشعة
لا توجد اختبارات إشعاعية محددة للتحقق من هذا السرطان.  ومع ذلك، قد تكون هذه الاختبارات مفيدة لتحديد حدود الورم وتخطيط الجراحة.

### الواسمات الورمية
يتم إجراء الكيمياء النسيجية المناعية كاختبار إضافي.

## العلاج
بسبب الطبيعة العدوانية والمآلات السيئة لهذا النوع من سرطان الغدة الدرقية، فمن الأفضل الحصول على تشخيص مبكر ودقيق للمرض، والذي يمكن أن يؤدي إلى استئصال ورم أكثر اكتمالًا مما يؤدي إلى نتيجة أفضل. ومع ذلك، بسبب ندرته، قد يكون الاستنتاج التشخيصي صعبًا وهذا سيعرض نتائج العلاج للخطر. يظهر استئصال الغدة الدرقية وتشريح الرقبة نتائج جيدة في المراحل المبكرة من هذا النوع من السرطان. ومع ذلك، بسبب النمط الظاهري الشديد العدوانية، لا يكون العلاج الجراحي ممكنًا دائمًا. قد يكون العلاج الإشعاعي فعالًا في بعض الحالات، مما يؤدي إلى معدل بقاء أفضل نسبيًا.  يستخدم فينكريستين، أدرياميسين، وبليوميسين في العلاج الكيميائي المساعد، ولكن آثارها ليست جيدة بما يكفي.[بحاجة لمصدر]

## المآل
تستند إحصائيات المآل على دراسة مجموعات لا على التعيين من مرضى السرطان الدرقي الحرشفي الخلية. لا يمكن لهذه الإحصائيات التنبؤ بمستقبل المريض على المستوى الفردي، لكنها يمكن أن تكون مفيدة عند النظر في العلاج والمتابعة الأكثر ملاءمة للمريض. يعتبر هذا النوع من السرطان شديد العدوانية، وبالتالي فإن المآل المتعلق بهذا الورم الخبيث سيء للغاية. يتم تقدير معدل البقاء الكلي على أنه أقل من سنة واحدة في معظم الحالات.